# Romerska campagnan

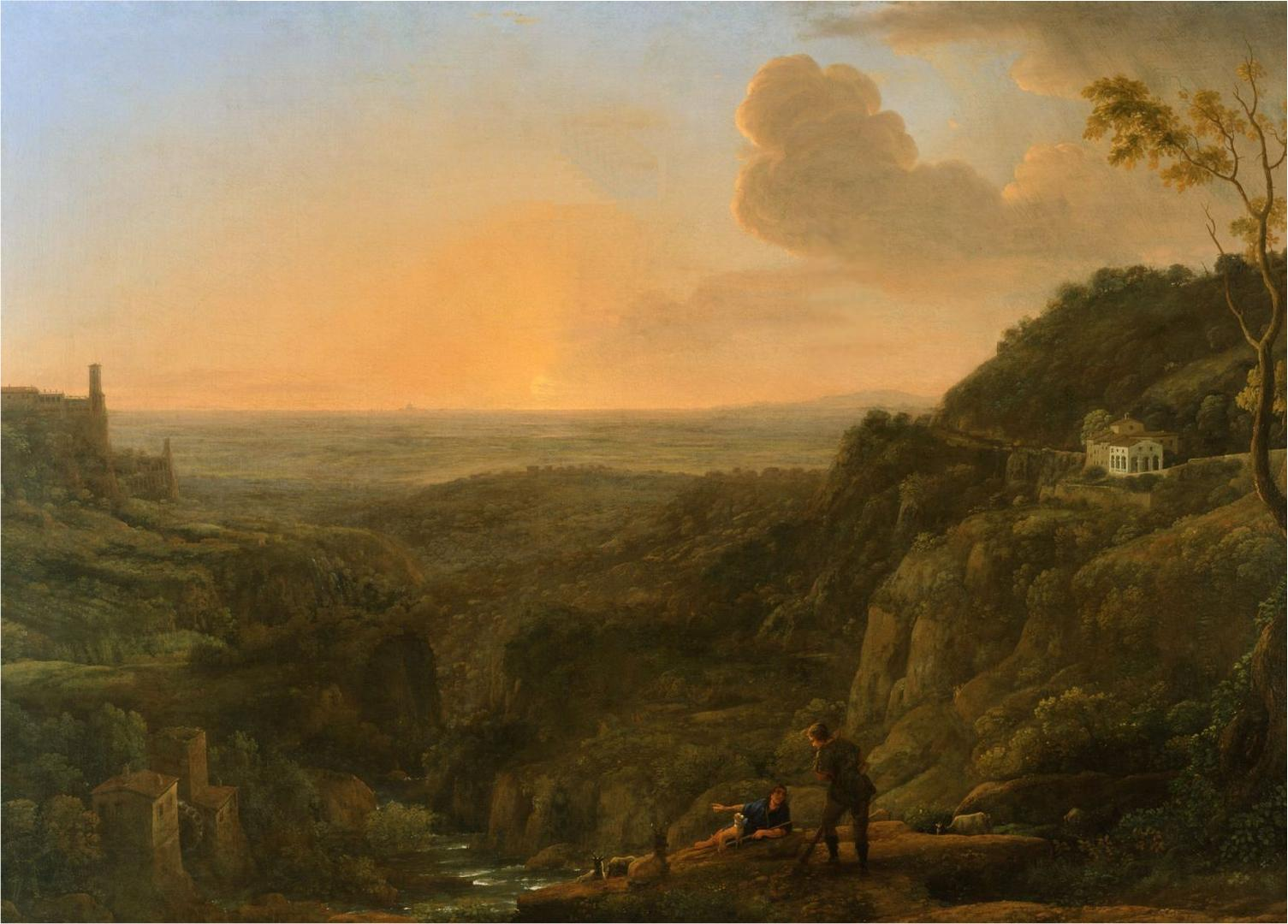
Romerska campagnan från Tivoli, målning av Claude Lorrain 1644.

Romerska campagnan, även kallad Campagna Romana eller kort Campagna (ej att förväxla med Kampanien), är ett svagt kuperat område som omger Rom. Området var under antiken mycket bördigt men förvandlades senare till sumpmark där malaria härjade. Under nyare tid har ny uppodling skett.
Campagnan är känd för sin vackra natur och många fornlämningar från antiken. Genom landskapet leder bland annat Via Appia och här finns rester av romerska akvedukter. Området har en utbredning av cirka 2 100 kvadratkilometer.
Campagna Romana tjänade som förebild vid anläggandet av Hagaparken under 1700-talets andra hälft. Gustav III hade efter en Italien-resa 1783–1784, blivit inspirerad att göra Haga-Brunnsviken till ett område motsvarande Campagna Romana, därav de italienskklingande namnen runt Brunnsviken, som till exempel Albano, Frescati och Tivoli.